# Euchlaena galbanaria
Euchlaena galbanaria är en fjärilsart som beskrevs av George Duryea Hulst 1886. Euchlaena galbanaria ingår i släktet Euchlaena och familjen mätare. Inga underarter finns listade i Catalogue of Life.